# Duncan MacDougall
Duncan MacDougall (ur. 1866, zm. 15 października 1920) – amerykański lekarz praktykujący na przełomie XIX i XX w. w Haverhill w stanie Massachusetts, który opublikował w 1907 New York Times i czasopiśmie naukowym American Medicine pracę sugerującą, że dusza człowieka waży 21 gramów (3/4 uncji).
MacDougall w swoich badaniach używał specjalnego łóżka-wagi, na którym ważył ludzi w stanie agonalnym, zarówno przed, jak i bezpośrednio po śmierci. Badania oparł na pomiarach masy 6 pacjentów (z czego tylko 5 umierających na gruźlicę uznał sam za wiarygodne, 6 pacjent był "obserwowany" dopiero 5 minut przed śmiercią), podczas których uzyskał wyniki w zakresie 0,5 do 1,25 uncji. Jednocześnie podobnych pomiarów dokonał u 15 umierających psów. W tym wypadku nie stwierdził jednakże żadnego ubytku masy. Pozwoliło mu to dodatkowo na zgodne z teologią religii abrahamicznych stwierdzenie, że psy nie mają duszy. Badania wykonane były na małych grupach, urządzenia nie były odpowiednio standaryzowane (sam MacDougall czułość wagi określił jako 0,2 uncji), a psy najprawdopodobniej zostały otrute, co stanowiło o szybkim przebiegu śmierci w odróżnieniu od przypadków dotyczących ludzi, gdzie śmierć była wynikiem naturalnego procesu umierania. Wszystko to sprawia, że w świetle obowiązującej aktualnie metodologii badań wyniki uzyskane przez MacDougalla, jak i sam pomysł badania uznawane są za kuriozalne.